# Caridina peninsularis
Caridina peninsularis is een garnalensoort uit de familie van de Atyidae. De wetenschappelijke naam van de soort is voor het eerst geldig gepubliceerd in 1918 door Kemp.

## Synoniemen
- Caridina mccullochi Roux, 1926